# Reri Grist
Reri Grist (ur. 29 lutego 1932 w Nowym Jorku) – amerykańska śpiewaczka operowa, sopran.

## Życiorys
Już jako dziecko występowała w musicalach i jako tancerka. Ukończyła nowojorską High School of Music & Art, następnie studiowała na Queens College. Śpiewu uczyła się u Claire Geldy. Początkowo związana była z teatrami na Broadwayu. W 1957 roku uczestniczyła w pierwszych przedstawieniach musicalu West Side Story, gdzie wcielała się w rolę Consuelo. Jako śpiewaczka klasyczna debiutowała pod batutą Leonarda Bernsteina w IV Symfonii Gustava Mahlera. W 1959 roku zadebiutowała na scenie operowej w Santa Fe, wcielając się w rolę Blondy w Uprowadzeniu z seraju W.A. Mozarta. W 1960 roku wyjechała do Europy, gdzie śpiewała partie Królowej Nocy w Czarodziejskim flecie w operze w Kolonii i Zerbinetty w Ariadnie na Naksos w operze w Zurychu. W 1962 roku kreowała role Despiny w Così fan tutte na festiwalu operowym w Glyndebourne oraz Szemachańskiej Królowej w Złotym koguciku na deskach Covent Garden Theatre w Londynie. W 1965 roku po raz pierwszy wystąpiła na festiwalu w Salzburgu, gdzie kreowała rolę Blondy w Uprowadzeniu z seraju. Rolą Rozyny w Cyruliku sewilskim debiutowała w 1966 roku na scenie nowojorskiej Metropolitan Opera.
Zasłynęła jako odtwórczyni partii mozartowskich. Do jej popisowych ról należały ponadto Zerbinetta w Ariadnie na Naksos i Oskar w Balu maskowym, które zarejestrowała na nagraniach płytowych. Występowała także w repertuarze pieśniarskim, wykonując utwory m.in. Albana Berga i Antona Weberna.